# Óscar Latas Alegre
Óscar Latas Alegre (Sabiñánigo, 1968) es un autor español en idioma aragonés. Licenciado en Geografía e Historia y diplomado en Magisterio (especialidad de Ciencias Humanas) por la Universidad de Zaragoza. En la actualidad trabaja como técnico de cultura de la Comarca Alto Gállego.

## Obra
Es autor de varios libros premiados y publicados en aragonés. Entre su obra poética destaca Ortensia de Chudas, poemario que mereció una valoración positiva del jurado "por el dominio lingüístico, por su ritmo poético y por el tono intimista". En novela ha escrito Petalos de febrero en Bordeus (2007),  con el que ganó el Premio Arnal Cavero en 2011 con Chuegos Florals "por la variedad de estilos, registros y temas que se aúnan en una obra narrativa de gran sensibilidad y modernidad, donde lo paródico y la riqueza de matices contribuyen a cuajar una obra fresca y original".
Como ensayista ha publicado Misión lingüística en el Alto Aragón de Jean-Joseph Saroïhandy (2005), así como numerosos artículos en las revistas Alazet, Fuellas, Luenga & Fablas y Rolde, sobre la historia del aragonés como: Enrebesatos istoricos d'o toponimo Samianigo (1999), Tres nuebos poemas de Cleto Torrodellas (2000), Clases de aragonés en a Unibersidá de Barzelona: Odón Apraiz, 1933 (2000), Joaquín Costa e a Pastorada de Capella (2001), Repui d'un atro bocabulario aragonés d'o siglo XIX: Moner y Siscar (2002), R. Mª Azkue e l'aragonés en 1930: literatura popular chesa e o bocabulario ansotano d'Aznárez (2004), Os bocables recullitos por J. Saroïhandy en Zanui (2005), Bocabulario de pastors sobrarbencos, seguntes A. Schmitt (2006), Bozes de Torla, seguntes l'Atlas Linguistique et Ethnographique de la Gascogne (2007), El filólogo Jean-Joseph Saroïhandy en busca del aragonés (2008), Un villancico en aragonés del siglo XVII: «Escuchen al montañés», de Francisco Solana (2010), Cartas d'Antoni Badia i Margarit con Veremundo Méndez Coarasa (2010), Los inicios de la dialectología aragonesa: la relación epistolar entre Joaquín Costa y Jean-Joseph Saroïhandy (2013), Los primeros estudios desde Cataluña sobre el aragonés (2014), Enrique Bordetas Mayor (1867-1938): cuatre lletras inéditas en fabla rivagorzana (2015) o Los pioneros extranjeros en la investigación del aragonés y del catalán de Aragón (2020).

## Publicaciones

### Ensayo
- Los orígenes de Sabiñánigo (1893-1932), Ayuntamiento de Sabiñánigo-Instituto de Estudios Altoaragoneses, 1996
- Guía del Museo Angel Orensanz y Artes de Serrablo, Ayuntamiento de Sabiñánigo-Instituto de Estudios Altoaragoneses, 1998
- Guía turística de Serrablo (Ó. Latas & Chusé Miguel Navarro), Prames, 1999
- Misión lingüística en el Alto Aragón, de Jean J. Saroïhandy, Xordica-Prensas Universitarias de Zaragoza, 2005
- Modismos Dialectales de Calatayud, Consello d'a Fabla Aragonesa, 2007
- Foratata. Antolochía de testos en aragonés de l'Alto Galligo (Ó. Latas & F. Nagore, editores), Consello d'a Fabla Aragonesa, 2007
- Informes sobre el aragonés y el catalán de Aragón (1898-1916) de Jean-Joseph Saroïhandy, Aladrada-Prensas Universitarias de Zaragoza-Gobierno de Aragón, 2009
- José Pardo Asso (Ó. Latas & Chaime Marcuello), Aladrada-Instituto de Estudios Altoaragoneses, 2015
- Encuestas lingüísticas en el Alto Aragón (1922), de Josep Maria de Casacuberta, Aladrada-Institut d'Estudis Catalans, 2015
- El aragonés a principios del siglo XX: la Oficina Romànica, Consello d'a Fabla Aragonesa-Instituto de Estudios Altoaragoneses, 2018
- Cómo se cazan las palabras. Artículos sobre el aragonés (1935-1958) de W. D. Elcock, Aladrada, 2018
- Diccionario de voces aragonesas de María Josefa Massanés Dalmau (Ó. Latas & María Pilar Benítez Marco), Rolde de Estudios Aragoneses, 2018
- Recosiros. Biblioteca de autores en aragonés, Rolde O Caxico, 2019
- Arquimesa Poesía en aragonés escrita por mujeres 1650-2019 (Ó. Latas & Ángeles Ciprés Palacín, editores), Olifante. Ediciones de poesía, 2019
- Disertación acerca de la lengua aragonesa. Un texto filológico inédito del siglo XVIII (Ó. Latas & Antonio Pérez Lasheras), Aladrada, 2020
- Precursores en la Enseñanza Superior de la lengua aragonesa. Apuntes para su centenario, Aladrada-Cátedra Johan Ferrández d'Heredia, 2020
- Las pastoradas aragonesas de Yebra de Basa en el siglo XIX, Amigos de Serrablo, 2021

### Poesía
- Berari (Premio literario Villa de Siétamo, 2003)
- Sísolas (Aczésit Premio Lo Grau, 2004)
- Ortensia de Chudas (Mención del Premio Arnal Cavero, 2004)
- Postaletas (Premio literario Villa de Siétamo, 2009)
- Ya s'ha dispertato Guara (Aczésit Premio Ana Abarca de Bolea, 2009)

### Novela y relato corto
- Pétalos de febrero en Bordeus (2007)
- Ablandindo gotez de soledá (Publicado también en catalán como Ablanint golpets de soledat 2008)
- L'ombre choto de Sobrarbe (2009)
- Chuegos florals. Repuis d'asperanza y malinconía (2012)[3]
- 1911. Cartas dende Uesca (2014).